# Clodia decorata
Clodia decorata là một loài bọ cánh cứng trong họ Cerambycidae.